# Camaleones (banda)
Camaleones fue un grupo musical mexicano de música pop formada por varios actores de la telenovela del mismo nombre, en noviembre de 2009.
Solamente estuvieron activos durante la telenovela Camaleones.

## Historia
El grupo musical surgió de la trama de la telenovela Camaleones a mediados de noviembre de 2009, compuesta por ocho integrantes, todos actores de la telenovela, cuatro hombres y cuatro mujeres.
Su primera producción discográfica salió a la venta el 24 de noviembre de 2009, bajo el nombre homónimo de Camaleones, con 10 temas, que incluye un dueto entre Sherlyn y Pee Wee, y el tema de la telenovela, interpretado por Belinda.

## Integrantes
La banda musical estaba integrada por:
Mujeres
- Taide (35 años)
- Sherlyn (39 años)
- Carla Cardona (37 años)
- Mariluz Bermúdez (39 años)[8]

Hombres
- Juan Carlos Flores (40 años)
- Ferdinando Valencia (42 años)
- Alberich Bormann (42 años)
- Erik Díaz (36 años)

## Discografía
- Camaleones (2009)

## Filmografía
- Camaleones (2009-2010)

### Papeles enCamaleones
- Sherlyn es Solange "Sol" Ponce de León Campos.
- Taide es Cristina Hernández Campos.
- Carla Cardona es Mercedes Márquez.
- Mariluz Bermúdez es Lorena González.
- Ferdinando Valencia es Patricio Calderón.
- Alberich Bormann es Federico Díaz Ballesteros.
- Erik Díaz es Lucio Barragán.
- Juan Carlos Flores es Bruno Pintos Castro.